# الممارسة السليمة لنظام إدارة البيانات السريرية
الممارسة السليمة لنظام إدارة البيانات السريرية (GCDMP) هي معايير الصناعة الحالية لإدارة البيانات السريرية التي تتكون من أفضل الممارسات التجارية والمعايير التنظيمية المقبولة. يجب جمع المعلومات السريرية والمخبرية وتحويلها إلى نموذج رقمي لأغراض التحليل وإعداد التقارير في جميع مراحل التجارب السريرية.
قدمت إدارة الغذاء والدواء الأمريكية والمجلس الدولي لتنسيق المتطلبات الفنية لتسجيل المستحضرات الصيدلانية للاستخدام البشري لوائح وإرشادات محددة تحيط بهذا العنصر من عملية تطوير الأدوية والأجهزة. المكون الأساسي لتطوير الأدوية والأجهزة هو الإدارة الفعّالة والمجدية والمتوافقة مع التنظيمات لبيانات التجارب السريرية.
أنشأت جمعية إدارة البيانات السريرية (SCDM) معيار الممارسات السليمة لنظام إدارة البيانات السريرية(GCDMP ©)، وثيقة شاملة توفر إرشادات حول الممارسات المقبولة لإدارة البيانات السريرية (CDM) التي لم يتم تغطيتها بالكامل  من خلال المبادئ التوجيهية واللوائح الحالية، ويتم تحديث هذه الوثيقة من قبل خبراء الموضوع على أساس مستمر.